# Igor Skofic
Igor Skofic (Roma, 5 marzo 1949) è un regista italiano, di origini slovene.

## Biografia
Ha spesso lavorato con Corrado Guzzanti. Dal 2012 al 2015 è il regista dello Zecchino d'Oro e di tutte le trasmissioni di Rai 1 ad esso legate. Skofic è inoltre tra i giurati che i primi giorni di settembre hanno scelto i bambini del 56º Zecchino d'Oro all'Antoniano di Bologna.

## Filmografia

### Cinema
- Fascisti su Marte (2006)

## Televisione
- Comemai speciale, episodi "C'era una volta l'autostop" e "Un bel fine settimana" - Rete 2 (1978)
- Sereno Variabile - Rai 2 (1995)
- Per un pugno di libri - Rai 3 (1997 - 2020)
- Mistero in blu - Rai 2 (1998)
- Blu notte - Rai 3 (1999 - 2000)
- L'ottavo nano - Rai 2 (2000 - 2001)
- Il caso Scafroglia - Rai 3 (2002)
- Raiot - Armi di distrazione di massa - Rai 3 (2003)
- La Superstoria - Rai 3 (2003 - 2015)
- Parla con me (2004 - 2011)
- The Show Must Go Off (2012)
- 55º Zecchino d'Oro 2012 - Rassegna Internazionale di Canzoni per Bambini - Rai 1
- Zecchino d'Oro Show DeaKids (2012)
- Natale in Casa Zecchino Rai 1 (2012)
- Buon Natale con lo Zecchino Rai 1 (2012)
- Gazebo - Rai 3 (2013 - 2017)
- 56º Zecchino d'Oro 2013 - Rassegna Internazionale di Canzoni per Bambini - Rai 1
- Natale da Ama...re - Speciale Zecchino d'Oro - Rai 1 (2013)
- La Grande Magia del Natale - Speciale Zecchino d'Oro - Rai 1 (2013)
- Propaganda Live - LA7 (2017 - in corso)